# Acme (Washington)
Acme az Amerikai Egyesült Államok északnyugati részén, Washington állam Whatcom megyéjében elhelyezkedő település.
Acme önkormányzattal nem rendelkező, úgynevezett statisztikai település; a Népszámlálási Hivatal nyilvántartásában szerepel, de közigazgatási feladatait Whatcom megye látja el. A 2010. évi népszámlálási adatok alapján 246 lakosa van.
Az acme görög nyelvű kifejezés, jelentése csúcspont. A település nevét két forrás szerint is egy imakönyvről kapta: a kiadvány az egyik szerint Samuel Parks, a másik szerint pedig a helyi templom tulajdonában volt.

## Népesség
A település népességének változása:
| Lakosok száma | 263  | 246  | 229  |
|               | 2000 | 2010 | 2020 |

## Fordítás
- Ez a szócikk részben vagy egészben  az   Acme, Washington című angol Wikipédia-szócikk ezen változatának fordításán alapul.  Az eredeti cikk szerkesztőit annak laptörténete sorolja fel. Ez a jelzés csupán a megfogalmazás eredetét és a szerzői jogokat jelzi, nem szolgál a cikkben szereplő információk forrásmegjelöléseként.